# Eleição para governador do Kentucky em 2011
A eleição para governador do estado norte-americano do Kentucky em 2011 foi realizada em 8 de novembro de 2011, e elegeu o governador do estado. O então governador Steve Beshear foi reeleito para seu segundo mandato.

## Antecedentes
Em 19 de julho de 2009, Beshear anunciou sua intenção de concorrer à reeleição. No entanto, no anúncio, ele afirmou que o então prefeito  de Louisville Jerry Abramson seria seu companheiro de chapa em 2011, devido ao fato de que o então vice-governador Daniel Mongiardo tinha escolhido concorrer ao Senado dos EUA em 2010. Beshear/Abramson não enfrentaram qualquer oposição na primária democrata.
Entre os republicanos, o presidente do Senado, David Williams anunciou sua candidatura oficial junto com companheiro de chapa Richie Farmer. Além disso, o empresário Phil Moffett de Louisville anunciou sua candidatura, como candidato a vice o deputado estadual Mike Harmon de Danville. Moffett era visto como o favorito do Movimento Tea Party. No entanto, Williams também tentava reivindicar o apoio do Tea Party, defendendo a revogação da emenda à Constituição dos Estados Unidos e promover reformas fiscais simiar ao que Moffett estava propondo.
O advogado Gatewood Galbraith de Lexington tinha mostrado intenção de concorrer à eleição para governador em 4 de julho de 2009, escolhendo a consultora de marketing Dea Riley como sua candidata a vice.

## Primária Democrata

### Candidatos
- Steve Beshear, governador de Kentucky desde 2007; vice-governador de Kentucky entre 1983 a 1987; procurador-geral de Kentucky entre 1979a 1983; representante estadual entre 1974 a 1979.

- - Companheiro de chapa: Jerry Abramson, prefeito de Louisville, duas vezes, em 1986 a 1999 e 2003 a 2011.

### Resultados
|  | Democrata | Steve Beshear | Sem oposição |  |

## Primária Republicana

### Candidatos
- Bobbie Holsclaw, do Condado de Jefferson
  - Companheiro de chapa: Bill Vermillion - aposentado da Marinha dos EUA
- Phil Moffett , empresário de Louisville[7][8] e favorito do Tea Party.[5]
  - Companheiro de chapa: Mike Harmon - representante do estado desde 2003
- David L. Williams, presidente do Senado, senador estadual desde 1987-presente;  representante estadual entre 1985 a 1987[9]
  - Companheiro de chapa: Richie Farmer - Comissário da Agricultura, 2003-presente

### Pesquisas
| Fonte da pesquisa | Data(s)               | Pesquisados | Margem de erro | Bobbie Holsclaw (R) | Phil Moffett (R) | David Williams (R) | Indecisos |
| ----------------- | --------------------- | ----------- | -------------- | ------------------- | ---------------- | ------------------ | --------- |
| Survey USA        | 4-10 de maio de 2011  | 500         | ± 4.5%         | 12%                 | 21%              | 47%                | 21%       |
| Survey USA        | 8-13 de abril de 2011 | 507         | ± 4.4%         | 12%                 | 14%              | 49%                | 25%       |

### Resultados
|  | Democrata   | David Williams  | 68.528 | 48% |
|  | Republicano | Phil Moffett    | 53.966 | 38% |
|  | Republicano | Bobbie Holsclaw | 19.614 | 14% |

## Independentes

### Candidatos
- Gatewood Galbraith, advogado e defensor do cânhamo industrial de Lexington e quatro vezes candidato a governador (candidato à nomeação democrata em 1991, 1995 e 2007 e candidato do Partido da Reforma em 1999)
  - Companheiro de chapa: Dea Riley consultora política

## Eleição geral

### Pesquisas
| Fonte da pesquisa               | Data(s)                              | Pesquisados | Margem de erro | Steve Beshear (D) | David Williams (R) | Gatewood Galbraith (I) | Undecided |
| ------------------------------- | ------------------------------------ | ----------- | -------------- | ----------------- | ------------------ | ---------------------- | --------- |
| Survey USA                      | 28 de outubro - 1 de novembro        | 576         | ± 4.2%         | 54%               | 29%                | 9%                     | 8%        |
| Braun Research                  | 17-19 de outubro de 2011             | 802         | ± 3.5%         | 54%               | 26%                | 8%                     | 12%       |
| Survey USA                      | 22-27 de setembro de 2011            | 569         | ± 4.2%         | 57%               | 26%                | 8%                     | 9%        |
| Braun Research                  | 29-31 de agosto de 2011              | 803         | ± 3.5%         | 54%               | 25%                | 7%                     | 14%       |
| Public Policy Polling           | 25-28 de agosto de 2011              | 600         | ± 4.0%         | 55%               | 28%                | 10%                    | 8%        |
| Survey USA                      | 22-27 de julho de 2011               | 512         | ± 4.4%         | 52%               | 28%                | 9%                     | 11%       |
| Braun Research                  | 6-8 de junho de 2011                 | 802         | ± 3.5%         | 51%               | 30%                | 6%                     | 14%       |
| Survey USA                      | 8-13 de abril de 2011                | 1,589       | ± 2.5%         | 51%               | 39%                | —                      | 10%       |
| Braun Research                  | 28 de fevereiro - 1 de março de 2011 | 804         | ± 3.5%         | 48%               | 38%                | —                      | 14%       |
| Public Policy Polling           | 28-30 de outubro de 2010             | 1,021       | ± 3.1%         | 44%               | 35%                | —                      | 21%       |
| Mason-Dixon                     | 18-19 de outubro de 2010             | 625         | ± 4.0%         | 45%               | 30%                | 5%                     | 20%       |
| Public Policy Polling           | 11-12 de setembro de 2010            | 959         | ± 3.2%         | 44%               | 39%                | —                      | 17%       |
| Braun Research[ligação inativa] | 30 de agosto - 1 de setembro de 2010 | 802         | ± 3.5%         | 44%               | 38%                | —                      | 18%       |
| Braun Research                  | 19-21 de julho de 2010               | 803         | ± 3.4%         | 48%               | 30%                | —                      | 20%       |

### Resultados
|  | Democrata    | Steve Beshear      | 464.635 | 55,65% |
|  | Republicano  | David L. Williams  | 294.434 | 35,29% |
|  | Independente | Gatewood Galbraith | 74.923  | 8,97%  |